# Grbovi dalmatinskog komunalnog plemstva – R
Za grbove dalmatinskog komunalnog plemstva ne vrijede zakoni heraldike zbog posebnih uvjeta nastanka i vlasnika istih. Grbovi dalmatinskog komunalnog plemstva pripadaju krugu talijanskog komunalnog plemstva gdje je tradicija opisivanja s gledišta promatrača.
Grbovi s početnim slovom  R

## Grbovi
| Grb | Kuća i opis grba |
| --- | --- |
|     | Radenić, Rudina (Pag) Titula: Paško plemstvo (HR) Na crvenom polju srebrena školjka (dagnja) iznad školjke petokraka srebrena zvijezda. [5/19] |
|     | Radić, Jerolimović, Radulović (Poljica, Trogir) Titula: Conte veneto (HR) Na srebrenom polju lijevo kosa crvena greda. [1/45, 2/19, 3/25, 4/167] |
|     | Radoš (Trogir) Titula: (HR) Okomita podjela. Lijevo crveno polje, desno plavo polje. Preko svega prelomljena zlatna greda, iznad grede šestero kraka zlatna zvijezda. [1/46, 2/27] |
|     | Rafailović (Kotor) Titula: (HR) Na zlatnom polju crni lav, preko svega vodoravna crvena greda. [1/67] |
|     | Raffaelli (Hvar) Titula: - (HR) Vodoravna podjela. Gore na crvenom polju tri cvijeta (ruže) 1, 2, dolje na srebrenom polju tri crvena cvijeta (ruže) 2, 1. [1/46] - (HR) Okomita podjela. Lijevo polje crveno, na crvenom polju sedam srebrenih krugova 1, 2, 1, 2, 1, iznad njih ležeći srebreni polumjesec, desno na zlatnom polju crni pas. [1/67] - (HR) Okomita podjela. Lijevo polje crveno, na crvenom polju sedam srebrenih krugova 2, 3, 2, iznad njih ležeći srebreni polumjesec, desno na zlatnom polju crni pas. [2/19] |
|     | Racetini (Trogir) Titula: - (HR) Na plavom polju na srebrenim valovima srebrena patka koja pliva, iznad patke šestokraka srebrena zvijezda. [1/46, 2/75] - (HR) Kameni reljef, grb na kući Razzettin, Trogir. |
|     | Ranjina, Ragnina (Dubrovnik) Titula: Dubrovačko plemstvo - (HR) Na crvenom polju tri lijevo kose srebrene grede. Kapa: na srebrenom polju tri crna pauka (crna udovica). [1/46] - (HR) Na crvenom polju tri lijevo kose srebrene grede. Kapa odijeljena vodoravnom srebrenom gredom. Kapa: na crvenom polju tri crna pauka (crna udovica). [1/74] - (HR) Na zlatnom polju tri lijevo kose crvene grede. Kapa: na srebrenom polju tri crna pauka (crna udovica). (Mesina, It.) [6]                                                   |
|     | Remipić (Kotor) Titula: (HR) Na crnom polju zlatni orao. Preko svega vodoravna srebrena greda, duž grede crveni cvijet (ruža). [1/67] |
|     | Rendić Miočević (Brač) Titula: Bračko plemstvo, austrijsaka potvrda plemstva (HR) Okomita podjela. Lijevo zlatno polje dijeli uokvirena vodoravna srebrena greda, greda je gore uokvirena crvenom gredom s dva ravna zuba, greda je dolje uokvirena crvenom gredom s dva utora. Desno na plavom polju zlatni orao, iznad orla dvije šestero krake zlatne zvijezde, ispod orla jedna šestero kraka zlatna zvijezda. [1/13, 2/19] |
|     | Restić, Resti (Dubrovnik) Titula: Dubrovačko plemstvo (HR) Vodoravna podjela. Gore na crvenom polju srebrena kula, dolje na srebrenom polju tri lijevo kose srebrene grede. [1/46] |
|     | Rosani (Trogir) Titula: (HR) Na crvenom polju osmero kraka zlatna zvijezda tankih krakova. [1/46, 2/19] |
|     | Rotondo (Trogir) Titula: (HR) Na crvenom polju dva zlatna psa drže zlatni točak, psi stoje na zelenom trobrijegu. [1/46] |